# 孤山 (靖江)
孤山位于江苏省靖江市孤山镇，海拔55.6米，周长1.5千米，占地约5万平方米。
它是靖江最早的陆地，数千年前还是长江江面上高耸的一块礁石，后因江水冲击，泥沙不断在山脚下淤积，到东汉前后，渐渐形成陆地。明弘治元年（1488年），孤山全部登陆。
孤山与天目山、江阴黄山同出一脉，是天目山的余脉，也是南通狼山以西、连云港云台山以南苏北平原唯一的山。从明正德元年（1506年）开始，陆续建成以孤山寺为中心的建筑群。如今山上有蹑云坊、孤山寺等景点，山脚旁建有靖江烈士陵园。每年农历三月三的孤山庙会场面壮观，远近闻名。